# Captain Mary Brown
Captain Mary Brown è un cortometraggio muto del 1913 diretto da William Humphrey. Il regista appare anche come attore nel cast del film, interpretato da Edith Storey, Herbert Barry e Teft Johnson.

## Trama
Deland, una spia, ruba da una cassetta di sicurezza nell'ufficio del colonnello Brown i piani delle fortificazioni di New York approfittando del fatto che, nel weekend, gli uffici sono chiusi. Sua intenzione è quella di restituirli la domenica sera, dopo averli copiati. Brown, però, ha urgenza di consultare i documenti e chiede alla figlia Mary di portarglieli. La ragazza si rivolge allora al capitano Kingsley, il fidanzato, che è anche il segretario del padre ed è l'unico, oltre al colonnello, ad avere accesso alla cassetta. Insieme a Kingsley, si reca nell'ufficio ma qui il capitano scopre che le carte sono sparite. Quando il colonnello viene a sapere del furto, accusa Kingley. Mary difende il fidanzata e dichiara che riuscirà a trovare il vero colpevole.
Sola nell'ufficio, dopo che il padre e il capitano se ne sono andati, Mary viene sorpresa da Deland, ritornato per rimettere a posto i documenti. La ragazza viene presa e legata, ma lei riesce ad avvertire comunque il padre che la libera insieme a Kingsley, definitivamente riabilitato.

## Produzione
Il film fu prodotto dalla Vitagraph Company of America.

## Distribuzione
Distribuito dalla General Film Company, il film - un cortometraggio in una bobina - uscì nelle sale cinematografiche statunitensi il 3 maggio 1913.